# Plage de Pebret
La plage de Pebret (en valencien : Platja del Pebret) est une plage de sable située en bordure de la Sierra d'Irta, sur le territoire de la commune de Peñíscola.

## Description
En temps normal, le niveau d'occupation de la plage est à moitié, malgré l'absence totale de services.
Les accès sont précaires, car pour y aller, il faut emprunter l'ancienne route Peníscola-Alcossebre par le bord de la montagne.
Actuellement, c'est une des rares plages nudistes du Pays Valencien.